# Piriqueta suborbicularis
Piriqueta suborbicularis là một loài thực vật có hoa trong họ Lạc tiên. Loài này được (A. St.-Hil. & Naudin) Arbo miêu tả khoa học đầu tiên năm 1985.